# Lista caselor de discuri: 0-9
Aceasta este lista caselor de discuri notabile, denumirile cărora încep cu: 

## 0–9
- 1M1 Records
- 1017 Brick Squad Records
- 12 Tónar
- 12k
- 1-2-3-4 Go! Records
- 13th Floor Records
- 13th Planet Records
- 143 Records
- 16th Avenue Records
- 1605 (record label)
- 19 Recordings
- 1965 Records
- 2 Tone Records
- 2.13.61
- 20th Century Fox Records
- 208 Records
- 21st Circuitry
- 24 Hour Service Station
- 3 Beat Records
- 3 Peace Records
- 33rd Street Records
- 301Studios
- 306 Records
- 3C Records
- 3CG Records
- 3D Vision Records
- 4AD
- 415 Records
- 430 West Records
- 5 Minute Walk
- 5 Rue Christine
- 50 Records
- 50 Skidillion Watts
- 504 Records
- 550 Music
- 604 Records
- 625 Thrashcore
- 679 Recordings
- 75 Ark
- 77 Records
- 8bitpeoples
- 99 Records

## Legături externe
- 45cat.com record labels listed by country
- discogs.com searchable by label